# La Rasa
La Rasa ist ein Weiler in der Parroquia Pola de Laviana der Gemeinde Laviana in der autonomen Gemeinschaft Asturien in Spanien.

## Geographie
La Rasa ist ein Weiler mit einem Einwohner (2011). Er liegt auf 575 m. La Rasa ist 3,6 Kilometer von Pola de Laviana, dem Hauptort der Gemeinde Laviana entfernt.

## Wirtschaft
Der Weiler ist ein landwirtschaftlicher Betrieb. Land- und Forstwirtschaft sowie der Abbau von Kohle und Eisen haben die Region seit Jahrhunderten geprägt.

## Klima
Angenehm milde Sommer mit ebenfalls milden, selten strengen Wintern. In den Hochlagen können die Winter durchaus streng werden.